# Rhabdophis callistus
Rhabdophis callistus är en ormart som beskrevs av Günther 1873. Rhabdophis callistus ingår i släktet Rhabdophis och familjen snokar. Inga underarter finns listade i Catalogue of Life.
Denna orm förekommer på norra Sulawesi och på mindre öar i samma region. Arten lever i låglandet. Den vistas i olika slags skogar och besöker ibland odlingsmark. Troligtvis besöker arten vattenansamlingar liksom andra släktmedlemmar. Honor lägger ägg.
För beståndet är inga hot kända. Hela populationen anses vara stabil. IUCN listar arten som livskraftig (LC).